# Kneipp-Haus

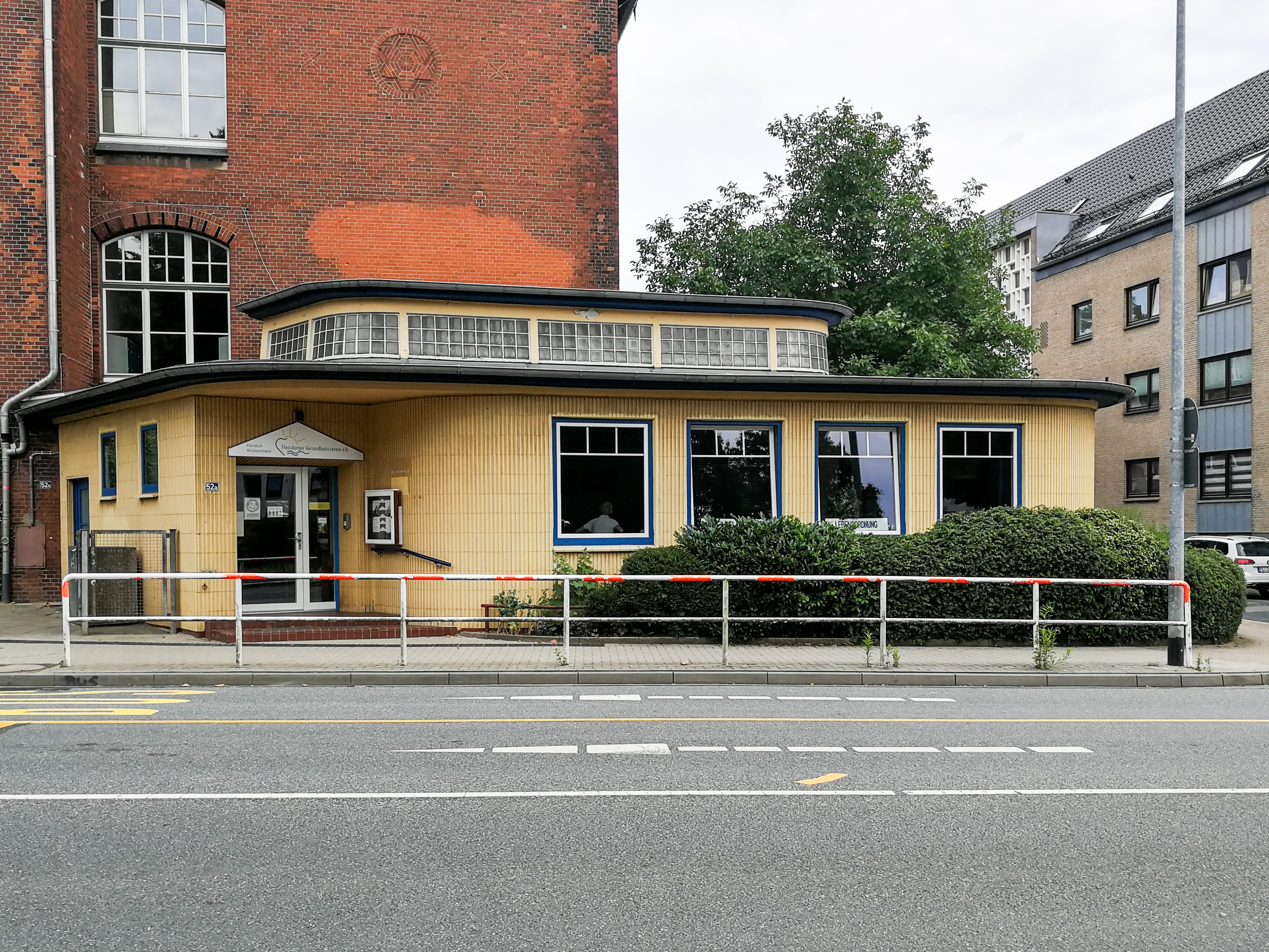
Die ehem. Sparkassenfiliale 2021.

Das Kneipp-Haus in Flensburg-Jürgensby ist ein in den 1950er Jahren errichtetes Gebäude, das zu den Kulturdenkmälern der Stadt gehört. Es hat leichte Ähnlichkeit zum ehemaligen ZOB-Gebäude aus den 1950er Jahren, das 1997/98 abgerissen wurde.

## Hintergrund
Das Gebäude wurde 1955/56 in der Bismarckstraße 52a, direkt anliegend an dem Willi-Weber-Haus der Goethe-Schule Flensburg vom städtischen Hochbauamt unter Oberbaurat Walter Baumgarten errichtet. Der eingeschossige Bau, mit abgerundeten Gebäudeecken besitzt ein auskragendes Flachdach. Die Verblendung, das markanteste Bauelement des Gebäudes, besteht aus einer vertikal versetzten Riemenverblendung. Das Haus wurde ursprünglich als Sparkassenfiliale der Flensburger Sparkasse genutzt. 1996 übernahm der Kneipp-Verein Flensburg e.V. das Zweigstellengebäude, gab dem Gebäude seinen heutigen Namen. Ende 2010/2011 wurde es saniert. Es wurden neue Fenster und die Fernheizung installiert sowie der Tagungsraum renoviert.

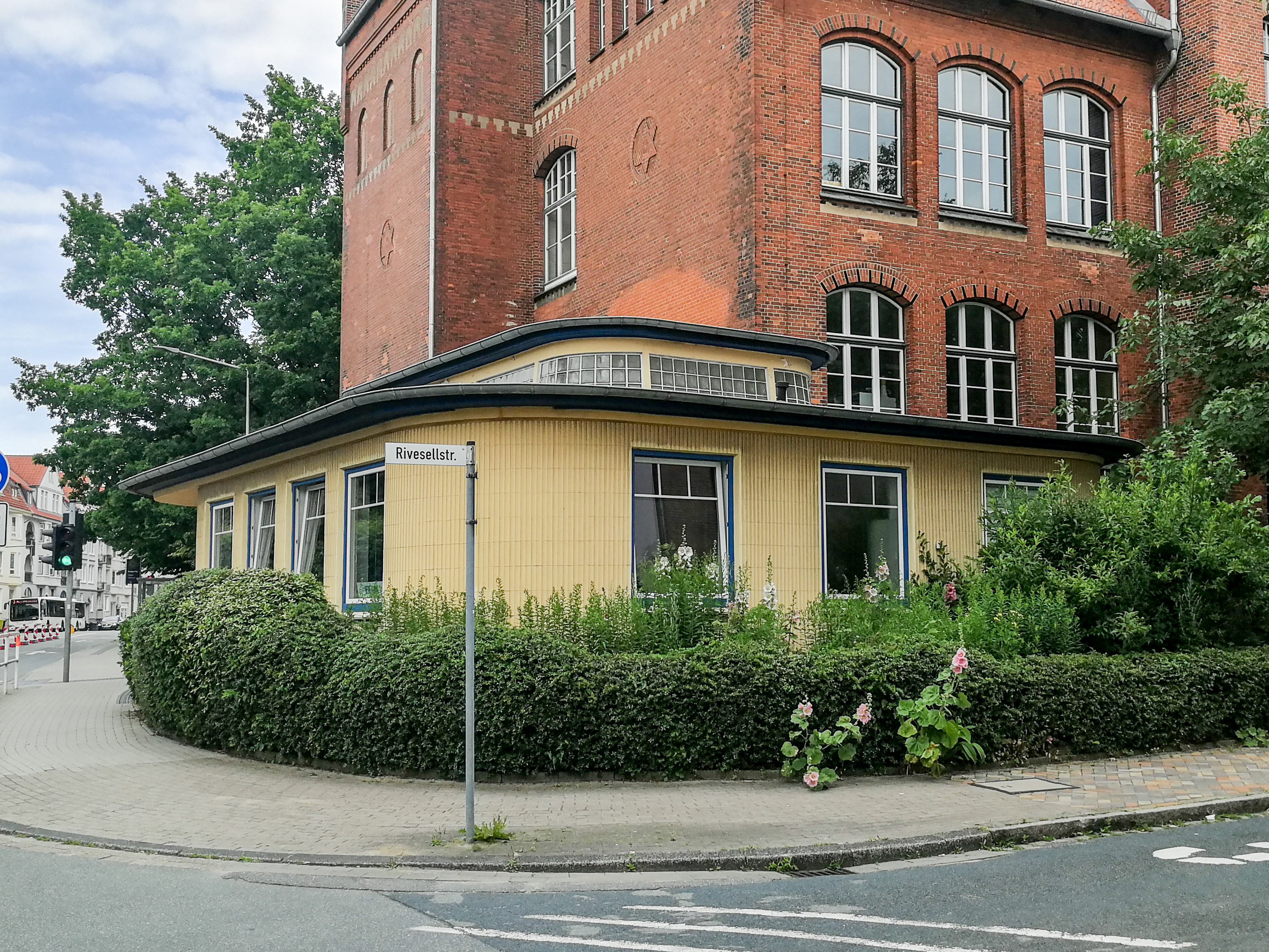
Südseite des Gebäudes